# Исполнители, одновременно возглавлявшие хит-парады США и Великобритании
Список включает только тех исполнителей (певцов и группы), которые смогли стать лучшими (попасть на место № 1) в общенациональных хит-парадах альбомов и синглов двух стран: в США (Billboard Hot 100, Billboard 200) и Великобритании (UK Singles Chart, UK Albums Chart) одновременно. Лидерами по трансатлантическим хитам № 1 (transatlantic #1, неодновременно возглавлявшим чарты двух стран) являются Beatles, Рианна (7, из них 3 одновременно), Элвис Пресли (6), Madonna (5). К 2011 году только семь исполнителей возглавляли одновременно и сингловый и альбомный чарты: The Beatles, The Monkees, Simon & Garfunkel, Род Стюарт, Men at Work, Michael Jackson и Бейонсе.

## Исполнители

### Перри Комо(1953)
Американский певец и телезвезда Перри Комо является первым, кто одновременно занял верхние строчки хит-парадов США и Великобритании с синглом «Don’t Let the Stars Get in Your Eyes».

### The Beatles
Впервые, ливерпульская четвёрка достигла данных высот в 1964 году с синглом «Can’t Buy Me Love». Впоследствии, это достижение группа повторила ещё 7 раз.
Кроме того, в том же году альбому «A Hard Day’s Night» также удалось достигнуть первых мест в США и Великобритании, и в случае с долгоиграющими пластинками это было повторено также 7 раз. Ещё 5 раз группа одновременно занимала первые места с разными альбомами в разных чартах.
Из всех экс-битлов наиболее удачливым в данном списке можно считать Джона Леннона. Данное достижение он достиг со своим альбомом «Imagine» в 1971 году. Снова занять верхние строчки по обе стороны Атлантики ему удалось ещё два раза, но уже после своей смерти. В 1981 году первые места занял его последний прижизненный альбом «Double Fantasy». Сингл из данного альбом «(Just Like) Starting Over» занял первое место в США, одновременно с ним песня «Imagine» достигла вершины в Британии.
Помимо этого, первые места в США и Великобритании занимали Джордж Харрисон (с альбомом «All Things Must Pass» в 1971 году) и Пол Маккартни со своей группой Wings (с альбомом «Venus and Mars» в 1975 году)

## Трансатлантические синглы № 1
Синглы, которые смогли стать лучшими (попасть на место № 1) в общенациональных хит-парадах альбомов двух стран: в США (Billboard Hot 100) и Великобритании (UK Singles Chart) одновременно (в одну и ту же неделю).

### 2010-е
- Кэти Перри при участии Snoop Dogg — «California Gurls», 3 — 10 июля 2010 (2 недели)
- Бруно Марс — «Grenade», 22 января 2011 (1 неделя)
- Rihanna при участии Calvin Harris — «We Found Love», 19 ноября — 3 декабря 2011 (3 недели)
- Macklemore & Ryan Lewis — «Thrift Shop», 16 февраля 2013 (1 неделя)
- Robin Thicke при участии T.I. и Фаррелл Уильямс — «Blurred Lines», 22 — 29 июня, 20 июля 2013 (3 недели)
- Кэти Перри — «Roar», 14 — 21 сентября 2013 (2 недели)
- Lorde — «Royals», 2 ноября 2013 (1 неделя)
- Фаррелл Уильямс — «Happy», 8 марта 2014 (1 неделя)
- Magic! — «Rude», 9 August 2014 (1 неделя)
- Meghan Trainor — «All About That Bass», 11 October — 1 ноября 2014 (4 недели)
- Mark Ronson при участии Bruno Mars — «Uptown Funk», 17 января — 7 февраля 2015 (4 недели)
- Wiz Khalifa при участии Charlie Puth — «See You Again», 25 апреля — 2 мая 2015 (2 недели)
- Adele — «Hello», 14 November — 21 ноября 2015 (2 недели)
- Zayn — «Pillowtalk», 5 февраля 2016 (1 неделя)
- Дрейк — «One Dance», 21 мая 2016 (10 недель не подряд)
- The Chainsmokers — «Closer», 10 сентября 2016 (4 недели)
- Ed Sheeran — «Shape of You», 19 января 2017 — 20 апреля (10 недель не подряд)
- DJ Khaled при участии Justin Bieber, Quavo, Chance the Rapper и Lil Wayne — «I’m the One», 20 мая 2017 (1 неделя)
- Luis Fonsi и Daddy Yankee при участии Justin Bieber — «Despacito», 27 мая 2017 (11 недель не подряд)
- Тейлор Свифт — «Look What You Made Me Do», 16 сентября 2017 (1 неделя)[8][9]
- Эд Ширан — «Perfect», 23 декабря 2017 — 13 января 2018 (5 недель)[10][11][12][13][14][15]
- Дрейк — «God’s Plan», 3 февраля — 31 марта 2018 (9 недель)[16][17][18][19][20][21][22][23][24][25]
- Дрейк — «In My Feelings», 28 июля — 18 августа 2018 (4 недели)[26][27][28][29][30]
- Ариана Гранде — «Thank U, Next», 17 ноября — 1 декабря, 15-22 декабря 2018 (5 недель)[31][32][33][34][35][36]
- Ариана Гранде — «7 Rings», 2-16 февраля, 2 марта 2019 (4 недели)[37][38][39][40][41]

### 2020-е
- The Weeknd — «Blinding Lights», 11 апреля, 25 апреля 2020 (2 недели)[42][43][44]
- Леди Гага и Ариана Гранде — «Rain on Me», 6 июня 2020 (1 неделя)[45][46]
- DaBaby при участии Roddy Ricch — «Rockstar», 13-20 июня, 4 июля 2020 (3 недели)[47][48][49][50]
- Cardi B при участии Megan Thee Stallion — «WAP», 19-26 сентября 2020 (2 недели)[51][52][53]
- Ариана Гранде — «Positions», 7 ноября 2020 (1 неделя)[54][55]
- Мэрайя Кэри — «All I Want for Christmas is You», 19 декабря 2020 (1 неделя)[56][57]
- Оливия Родриго — «Drivers License», 23 января-13 марта 2021 (8 недель)[57][58][59][60][61][62][63][64][65]

### Одновременно, но с разными синглами
Следующие исполнители находились на первых местах чартов Великобритании и США в одну и ту же неделю одновременно, но с разными своими синглами (песнями).
- ABBA, 9 апреля 1977 — «Knowing Me, Knowing You» в Великобритании и «Dancing Queen» in the US (1 неделя)
- Джон Леннон, 10 — 24 января 1981 — «Imagine» в Великобритании и «(Just Like) Starting Over» в США (3 недели)
- Фил Коллинс, 30 марта — 6 апреля 1985 — «Easy Lover» (с Philip Bailey) в Великобритании и «One More Night» в США (2 недели)[66][67][68]
- Тиффани, 6 — 13 февраля 1988 — «I Think We're Alone Now» в Великобритании и «Could've Been» в США (2 недели)
- Spice Girls, 15 марта 1997 — «Mama» / Who Do You Think You Are" в Великобритании и «Wannabe» в США (1 неделя)
- Ариана Гранде, 23 февраля 2019 — «Break Up with Your Girlfriend, I’m Bored» в Великобритании и «7 Rings» в США (1 неделя)[69][70]

## Трансатлантические альбомы № 1
Альбомы, которые смогли стать лучшими (попасть на место № 1) в общенациональных хит-парадах альбомов двух стран: в США (Billboard 200) и Великобритании (UK Albums Chart) одновременно (в одну и ту же неделю).

### 1950-е
- The King and I cast — Король и я, 6 октября 1956 (одна неделя)
- Nat King Cole — Love Is the Thing, 2 июня 1957 (одна неделя)
- Элвис Пресли — Loving You, 1 — 8 сентября 1957 (2 недели)
- Юг Тихого океана — South Pacific, 23 ноября 1958, 26 мая — 16 июня 1959, 14 июля 1959, 28 июля 1959 — 5 января 1960 (26 недель)

### 1960-е
- Элвис Пресли — G.I. Blues, 8 — 22 января, 9 апреля, 21 мая — 4 июня 1961 (7 недель)
- Элвис Пресли — Blue Hawaii, 31 декабря 1961, 18 февраля — 29 апреля 1962 (12 недель)
- Вестсайдская история — West Side Story, 17 июня — 15 июля, 26 августа, 9 сентября, 23 сентября — 7 октября, 11 ноября, 9 декабря 1962, 6 января 1963 (13 недель)
- The Beatles — A Hard Day’s Night, 26 июля — 25 октября 1964 (14 недель)
- The Beatles — Help!, 12 сентября — 3 октября 1965 (4 недели)
- The Sound of Music cast — The Sound of Music, 14 — 21 ноября 1965 (2 недели)
- The Beatles — Rubber Soul, 9 января — 6 февраля 1966 (5 недель)
- The Beatles — Revolver, 11 — 18 сентября 1966 (2 недели)
- The Monkees — The Monkees, 29 января — 5 февраля 1967 (two weeks)
- The Monkees — More of The Monkees, 7, 21 мая 1967 (2 недели)
- The Beatles — Sgt. Pepper's Lonely Hearts Club Band, 2 июля — 8 октября 1967 (15 недель)
- The Beatles — The Beatles, 29 December 1968 — 12 января, 26 января 1969 (4 недели)
- Blind Faith — Blind Faith, 21 сентября 1969 (1 неделя)
- The Beatles — Abbey Road, 2 ноября — 7 декабря 1969, 3 — 10, 24 января 1970 (9 недель)

### 1970-е
- Led Zeppelin — Led Zeppelin II, 7 февраля 1970 (1 неделя)
- Simon and Garfunkel — Bridge Over Troubled Water, 7 марта — 9 мая 1970 (10 недель)
- Led Zeppelin — Led Zeppelin III, 7 — 21 ноября 1970 (3 недели)
- George Harrison — All Things Must Pass, 6 — 13 февраля 1971 (2 недели)
- The Rolling Stones — Sticky Fingers, 22 — 29 мая 1971 (2 недели)
- Rod Stewart — Every Picture Tells a Story, 2 — 23 октября 1971 (4 недели)
- Джон Леннон — Imagine, 30 октября 1971 (1 неделя)
- Neil Young — Harvest, 11 марта 1972 (1 неделя)
- Элтон Джон — Don't Shoot Me I'm Only the Piano Player, 3 — 10 марта 1973 (2 недели)
- Элтон Джон — Goodbye Yellow Brick Road, 22 — 29 December 1973 (2 недели)
- Элтон Джон — Caribou, 13 — 20 июля 1974 (2 недели)
- Элтон Джон — Greatest Hits, 30 ноября 1974 — 1 февраля 1975 (10 недель)
- Wings — Venus and Mars, 19 июля 1975 (1 неделя)
- Pink Floyd — Wish You Were Here, 4 октября 1975 (1 неделя)
- Bee Gees/Various Artists — Saturday Night Fever, 6 мая — 1 июля 1978 (9 недель)
- John Travolta и Olivia Newton-John/Бриолин — Grease: The Original Soundtrack from the Motion Picture, 14 — 28 октября 1978 (3 недели)
- Bee Gees — Spirits Having Flown, 17 — 24 марта 1979 (2 недели)
- Led Zeppelin — In Through The Out Door, 15 сентября 1979 (1 неделя)

### 1980-е
- Джон Леннон и Yoko Ono — Double Fantasy, 7 — 14 февраля 1981 (2 недели)
- Men at Work — Business as Usual, 29 января — 19 февраля 1983 (4 недели)
- Майкл Джексон — Thriller, 5, 19 марта, 21 мая — 18 июня 1983, 28 января 1984 (8 недель)
- Фил Коллинз — No Jacket Required, 30 марта 1985 (1 неделя)
- Madonna — True Blue, 16 августа 1986 (1 неделя)
- Уитни Хьюстон — Whitney, 27 июня — 18 июля 1987 (4 недели)
- Michael Jackson — Bad, 26 сентября — 10 октября 1987 (3 недели)

### 1990-е
- Фил Коллинс — ...But Seriously, 6 января 1990, 20 — 27 января 1990 (3 недели)
- Meat Loaf — Bat Out of Hell II: Back into Hell, 30 октября 1993 (1 неделя)
- Depeche Mode — Songs of Faith and Devotion, 3 — 10 марта 1993 (1 неделя)[71]
- Mariah Carey — Music Box, 5 — 12 марта 1994 (2 недели)
- Pink Floyd — The Division Bell, 23 — 30 апреля 1994 (2 недели)
- R.E.M. — Monster, 15 октября 1994 (1 неделя)
- Alanis Morissette — Jagged Little Pill, 24 августа — 7 сентября 1996 (3 недели)
- The Prodigy — The Fat of the Land, 19 июля — 26 июля 1997 (1 неделя)
- James Horner — Titanic, 15 февраля 1 — 8 марта 1998 (3 недели)

### 2000-е
- Эминем  — The Marshall Mathers LP, 25 июня, 9 июля 2000 (2 недели)
- Radiohead — Kid A 21 октября 2000 (1 неделя)[72]
- The Beatles — 1, 2, 23 December 2000 — 20 января 2001 (6 недель)[72]
- Эминем — The Eminem Show, 8 — 29 июня 2002 (4 недели)
- Бейонсе — Dangerously in Love, 12 июля 2003 (1 неделя)
- Эминем — Encore, 27 ноября 2004 (1 неделя)
- Coldplay — X&Y, 25 июня — 9 июля 2005 (3 недели)[72]
- Эминем — Curtain Call: The Hits, 24 — 31 December 2005 (2 недели)
- Coldplay — Viva la Vida or Death and All His Friends, 5 — 12 июля 2008 (2 недели)[73]
- Metallica — Death Magnetic, 27 сентября 2008 (1 неделя)
- Эминем — Relapse, 6 июня 2009 (1 неделя)
- Barbra Streisand — Love Is the Answer, 17 октября 2009 (1 неделя)
- Susan Boyle — I Dreamed a Dream, 12 декабря 2009 — 2 января 2010 (4 недели)[74][75]

### 2010-е
- Эминем — Recovery, 10 — 17 июля, 24 июля — 14 августа, 4 — 11 сентября 2010 (8 недель)
- Adele — 21, 12 — 19 марта, 7 — 28 мая 2011 (6 недель)
- Бейонсе — 4, 16 июля 2011 (1 неделя)
- Мадонна — MDNA, 7 апреля 2012 (1 неделя)
- Ники Минаж — Pink Friday: Roman Reloaded, 21 апреля 2012 (1 неделя)
- Рианна — Unapologetic, 1 December 2012 (1 неделя)
- Paramore — Paramore, 20 апреля 2013 (1 неделя)
- Эд Ширан — x, 12 июля 2014 (1 неделя)
- David Bowie — Blackstar, 30 января 2016 (1 неделя)
- The 1975 — I Like It When You Sleep, for You Are So Beautiful Yet So Unaware of It, 27 февраля 2016 (1 неделя)
- Зейн — Mind of Mine, 1 апреля 2016 (1 неделя)
- Дрейк — Views, 21 мая 2016 (2 недели)[76]
- Эд Ширан — ÷, 25 марта 2017 (2 недели)
- Harry Styles — Harry Styles, май 2017 (1 неделя)
- Тейлор Свифт — Reputation, 21 ноября 2017 (1 неделя)
- Various Artists — The Greatest Showman: Original Motion Picture Soundtrack, 12 января 2018 (1 неделя)
- Дрейк — Scorpion, 13 июля 2018 (1 неделя)
- Ариана Гранде — Sweetener, 1 сентября 2018 (1 неделя)
- Эминем — Kamikaze, 15 сентября 2018 (1 неделя)
- Леди Гага и Брэдли Купер — A Star Is Born, 15 октября 2018 (1 неделя)
- Андреа Бочелли — Sì, 10 ноября 2018 (1 неделя)
- Ариана Гранде — Thank U, Next, 23 February — 2 March 2019 (2 недели)
- BTS — Map of the Soul: Persona, 12-19 April 2019 (1 неделя)

### 2020-е
- BTS — Map of the Soul: 7, 28 февраля 2020 (1 неделя)
- Леди Гага — Chromatica, 5 июня 2020 (1 неделя)
- Тейлор Свифт — Folklore, 31 июля 2020 — 14 августа 2020 (2 недели)
- Ариана Гранде — Positions, 6 ноября 2020 (1 неделя)
- Тейлор Свифт — Evermore, 16 декабря 2020 — 23 декабря 2020 (1 неделя)

### Одновременно, но с разными альбомами
Следующие исполнители, находились на первых местах чартов Великобритании и США в одну и ту же неделю одновременно, но с разными своими альбомами.
- The Beatles, 16 февраля — 19 апреля 1964. With the Beatles в Великобритании и Meet the Beatles! в США (10 недель)
- The Beatles, 10 — 24 января, 21 февраля 1965. Beatles for Sale в Великобритании и Beatles '65 в США (4 недели)
- The Beatles, 8 — 15 августа 1965. Help! в Великобритании и Beatles VI в США (2 недели)
- The Beatles, 7 — 28 августа 1966. Revolver в Великобритании и Yesterday and Today в США (4 недели)
- The Beatles, 28 января 1968. Sgt. Pepper's Lonely Hearts Club Band в Великобритании и Magical Mystery Tour в США (одна неделя)